# Pascal Bosschaart
Pascal Bosschaart, est un footballeur néerlandais né le 28 février 1980 à Rotterdam.

## Carrière
- 1997-2004 : FC Utrecht ( Pays-Bas)
- 2004-2006 : Feyenoord Rotterdam ( Pays-Bas)
- 2006-2011 : ADO La Haye ( Pays-Bas)
- 2011-2013 : Sydney FC ( Australie)[1],[2]
- 2014-2015 : IJsselmeervogels ( Pays-Bas)
- 2018 : IJsselmeervogels ( Pays-Bas)

## Palmarès
FC Utrecht
- KNVB Cup
  - Vainqueur (2) : 2003, 2004
  - Finaliste : 2002